# فلوريد الجرمانيوم الثنائي
فلوريد الجرمانيوم الثنائي (أو ثنائي فلوريد الجرمانيوم) مركب لاعضوي للجرمانيوم من مجموعة الفلوريدات صيغته الكيميائية GeF2، ويوجد على هيئة صلب أبيض.

## التحضير
يحضر هذا المركب من تفاعل فلوريد الجرمانيوم الرباعي مع الجرمانيوم عند درجة حرارة تقع بين 150-300 °س.
{\displaystyle {\ce {GeF4 + Ge -> 2Ge_F2}}}

## الخواص
يوجد المركب في الشروط القياسية على هيئة صلب أبيض، وهو يتفاعل عند التماس مع الماء، ولكنه ينحل في حمض الهيدروفلوريك.
يتبلور المركب وفق نظام بلوري معيني قائم، وتتسم بنيته البلورية بوجود سلاسل متبلمرة قوية مؤلفة من أهرام GeF3، وتكون فيها كل ذرة فلور بالهرم مشتركة مع سلسلتين مجاورتين.